# Astor Piazzolla
Astor Piazzolla (Mar del Plata, 11 de març de 1921 - Buenos Aires, 4 de juliol de 1992) fou un bandoneonista i compositor argentí. Va ser un dels músics més importants de tango de la segona meitat del segle xx, i va contribuir en la seva renovació.
Astor Pantaleón Piazzolla, «El gran Astor», va estudiar harmonia i música clàssica i contemporània amb la compositora i directora d'orquestra francesa Nadia Boulanger. En la seva joventut va tocar i va realitzar arranjaments orquestrals per al bandoneonista, compositor i director Aníbal Troilo. Quan va començar a fer innovacions en el tango (pel que fa a ritme, timbres i harmonia) va ser molt criticat pels tangueros de la «Guàrdia Vella» (ortodoxos quant a ritme, melodia i orquestració). En els anys posteriors seria reivindicat per intel·lectuals i músics de rock. Entre aquests últims, va ser Alejandro de Michele qui es va constituir en el seu més apassionat defensor.
Quan en els anys 1950 i 1960 els tangueros ortodoxos –que el consideraven l'assassí del tango– van decretar: «això no és tango», Piazzolla va respondre amb una nova definició: «és música contemporània de Buenos Aires». Per als seus seguidors i els que gaudien de la seua música, aquesta certament representava millor el ritme crispat, encara que també melancòlic, de la capital argentina convertida en metròpolis. El caràcter personal de Piazzolla, irreverent, apassionat i fins a intolerant, sens dubte contenia aquests dos vessants dels seus tangos, moltes vegades enllaçades en una mateixa peça.

## Biografia
Astor Pantaleón Piazzolla va nàixer a Mar del Plata, quan aquesta ciutat de la costa de l'Atlàntic, 400 quilòmetres al sud de Buenos Aires, era encara un balneari aristocràtic. A tres anys es va mudar amb els seus pares d'origen italià a Nova York. Tenia vuit anys quan per primera vegada va tenir entre les seues mans un bandoneó. L'any 1936 va tornar a Mar del Plata, on va formar els seus primers conjunts musicals, i el 1938 es va mudar a Buenos Aires. Va passar breument per diverses orquestres i es va incorporar finalment a la d'Aníbal Troilo. Ací va ser bandoneonista de fila i arranjador. Troilo el va tutelar (l'anomenava Gato), però al mateix temps va retallar el seu vol perquè Piazzolla se cenyira als límits estrictes de l'estil de l'orquestra.
L'any 1944 va abandonar l'orquestra de Troilo i va passar a dirigir la que va acompanyar el notable cantant Francisco Fiorentino. Des d'aquest moment va començar a desplegar la seua creativitat. Al cap de poc va crear la seua pròpia orquestra. Entre les peces que va interpretar en aquesta etapa es distingeixen cinc composicions pròpies que ja definien el seu estil, entre elles la titulada, amb intencionalitat segurament, Prepárense (Prepareu-vos).
En els primers anys cinquanta va pensar seriosament a abandonar el tango per a dedicar-se a la música clàssica i amb aquest fi se'n va anar a París on va estudiar amb Nadia Boulanger, qui el va convéncer que havia de tornar al tango. A París, el 1955, va gravar 16 temes, la majoria propis, amb les cordes de l'Orquestra de l'Òpera de París, Martial Solal al piano i ell mateix al bandoneó.
En tornar a Buenos Aires, va crear una orquestra de cordes i bandoneó i el seu famós octet, amb els quals va estrenar tangos clau del seu repertori, com Tango de l'àngel i Tres minuts amb la realitat, mentre reinterpretava partitures d'altres compositors del gènere.
L'any 1958 va tornar a Nova York, i després d'un fracassat intent de fusió tango-jazz, que ell mateix va criticar amb gran duresa, va tornar a Buenos Aires en 1960 i va crear una altra de les seues grans formacions, el Quinteto Nuevo Tango (bandoneó, violí, piano, guitarra elèctrica i contrabaix). Amb aquest grup va estrenar tangos com Revirado, Adiós Nonino (dedicada a son pare), Buenos Aires hora cero, Muerte del ángel, que serien dels tangos piazzollians més recordats i interpretats en les dècades següents.
Va compondre més de 700 obres, algunes per al teatre, el cine i per a ser gravades.
És famosa la seua cantata María de Buenos Aires.
L'any 1965, el quintet actua a Nova York i el mateix any grava a Buenos Aires tangos compostos sobre poemes de l'escriptor Jorge Luis Borges amb el cantor Edmundo Rivero i l'actor Luis Medina Castro. Després, Piazzolla s'associa amb el poeta Horacio Ferrer i amb la cantant Amelita Baltar, amb els quals crea els tangos més populars del seu repetorio: Chiquilín de Bachín i Balada para un loco. En els primers anys 1970, Piazzolla se'n va a Itàlia. Ací estrena obres més ambicioses com Balada para mi muerte (amb la cantant Milva) i la seua Suite troileana, commogut homenatge al seu mestre. En els anys posteriors, compon nous tangos i torna a aproximar-se al jazz, per mitjà d'un disc gravat amb el saxofonista Gerry Mulligan.
A principis de 1989, forma el seu últim conjunt, el Sexteto Nuevo Tango, de composició inusual: dos bandoneons, piano, contrabaix, guitarra elèctrica i violoncel.
Va morir a setanta-un anys, la matinada del 4 de juliol de 1992, al Sanatori de la Santíssima Trinitat de Buenos Aires, on es trobava ingressat des del 1990 després de la seva tornada de París, ciutat on havia residit durant gairebé quaranta fins que la seva salut va començar a deteriorar-se per culpa d'una trombosi cerebral.